# Polyallyldiglycolcarbonat
Polyallyldiglycolcarbonat (PADC) ist ein Polymer, das unter anderem zur Herstellung von Brillengläsern verwendet wird und auch unter der Bezeichnung CR-39 bekannt ist.

## Herstellung
Das zur Polymerisation verwendete Monomer Diallyldiglycolcarbonat (ADC) kann durch Umsetzung von Diethylenglycol, Phosgen und Allylalkohol hergestellt werden:
Das Duroplast entsteht durch Beimischung eines radikalischen Initiators zum Monomer (oft: Diisopropylperoxydicarbonat, IPP) und anschließender Erhitzung. Die in der Strukturformel der Infobox mit „m“ und „n“ gekennzeichneten Einheiten stellen unterschiedliche Polymerketten dar, die durch das Diisopropylperoxydicarbonat räumlich vernetzt sind. Diese Struktur führt zum duroplastischen Verhalten des Kunststoffes.

## Geschichte und Verwendung
Die Columbia Southern Chemical Company suchte um 1940 im Rahmen eines Projektes nach Kunstharzen, da durch den Zweiten Weltkrieg verschiedene auf Naturprodukten basierende Werkstoffe knapper wurden. Probe 39 von 180 versprach günstige Eigenschaften, wodurch sich die Abkürzung CR-39 für „Columbia Resin #39“ ergab. Erste Anwendungen waren leichte, selbstheilende Treibstofftanks (glasfaserverstärkt), Schaurohre und Linsen für Suchscheinwerfer in Kriegsflugzeugen. Ab 1947 wurden Brillengläser daraus hergestellt. Später wurden Platten für Schweißschirme, Kran-Kabinenfenster und Schutzbrillen hergestellt.

### Verwendung als Teilchendetektor
CR-39 kann als Kernspurdetektor (engl. SSNTD, solid state nuclear track detector bzw. genauer PNTD, plastic nuclear track detector) verwendet werden. Ein auftreffendes Teilchen ionisierender Strahlung dringt in den Detektor ein und bildet dabei eine latente Teilchenspur, entlang der sich durch die Ionisationen Radikale bilden. Wird das bestrahlte CR-39 mit typischerweise 70 °C heißer, 5–7 molarer Natronlauge angeätzt, so verätzen die Stellen, an denen Radikale auftreten, schneller als das umgebende Material. Anschließend wird die Anzahl der so gebildeten Löcher pro Flächeneinheit mithilfe eines Mikroskops bestimmt. In Verbindung mit einem sogenannten Konverter aus Lithiumfluorid oder Polyethylen kann so auch die Neutronenfluenz bestimmt werden, indem man die Fluenz der geladenen Rückstoßteilchen misst.